# بروجية ملاوية
البروجية الملاوية (بالإنجليزية: Brugia malayi)‏ هي ديدان اسطوانية وهي اٍحدى المسببات الثلاث للفلاريا الليمفاوية عند الاٍنسان وتتميز هذه الاٍصابة بتورم الأطراف السفلى، عكس الاٍصابة بالفخرية البنكروفتية والبروجية التيمورية، والتي تختلف مورفولوجيا، أعراضيا وكذا توزعها الجغرافي.